# Touapsé
Touapsé (en russe : Туапсе, en adyguéen : Тӏуапсы  — « deux rivières, interfluve »), est une ville côtière du kraï de Krasnodar, en Russie, et le centre administratif du raïon de Touapsé. Sa population s'élève à 62 959 habitants en 2013.

## Géographie
Touapsé est située à l'embouchure du fleuve Touapsé, sur la mer Noire, à 104 km — 174 km par la route — au sud-ouest de Krasnodar.

## Histoire
Touapsé était jadis connu sous le nom de Nicopsie. Fondée par les Grecs, cette colonie fut bientôt intégrée au début du Moyen Âge au royaume d'Abkhazie puis au royaume de Géorgie, à partir de XIe siècle.
Toutefois, avec le chaos du XVIe siècle, la Géorgie se divisa à nouveau et la Géorgie occidentale perdit Nicopsie, qui fut conquise par les Circassiens. La ville est née en 1838 avec la construction d'une forteresse, qui fut prise un an plus tard par les Adyguéens et rasée, mais bientôt reconstruite.
Pendant la guerre de Crimée, les Ottomans prirent le fort et le conservèrent pendant deux ans (1857-1859).
Entre 1875 et 1897, la localité était connue comme Veliaminovski Possad. En 1916, elle se vit accorder le statut de ville.
C'est à l'époque soviétique que furent développés à Touapsé un terminal pétrolier et un dépôt de pétrole. Un oléoduc conçu par Vladimir Choukhov, entre Maïkop et Grozny, et une raffinerie de pétrole furent mis en service en 1928. Cette dernière, la raffinerie de Touapsé, appartient à Rosneft depuis 1992.
Pendant la Seconde Guerre mondiale, la Wehrmacht tenta de s'emparer de ces installations au cours de la bataille du Caucase, qui endommagea très gravement la ville.

## Population
Recensements (*) ou estimations de la population
| 1897* | 1913  | 1926*  | 1939*  |
| ----- | ----- | ------ | ------ |
| 1 392 | 7 700 | 12 142 | 29 795 |

| 1959*  | 1970*  | 1979*  | 1989*  |
| ------ | ------ | ------ | ------ |
| 36 650 | 51 385 | 59 843 | 63 081 |

| 2002*  | 2010*  | 2012   | 2013   |
| ------ | ------ | ------ | ------ |
| 64 238 | 63 292 | 63 108 | 62 959 |

## Économie
Touapsé est un important port en eau profonde, où aboutit un oléoduc. Parmi les principaux secteurs industriels figurent
- le raffinage du pétrole, en pleine modernisation et expansion : OAO Rosneft-Touapséneftteprodoukt (ОАО "Роснефть-Туапсенефтепродукт") et OAO Rosneft-Touapski NPZ (ОАО "Роснефть-Туапсинский НПЗ")
- la construction navale : OAO Touapski soudoremontny zavod ou TSRZ (ОАО "Туапсинский судоремонтный завод").
- Le groupe EuroChem y a construit un terminal lourd pour ses chimiquiers en 2010-2011.

## Tourisme

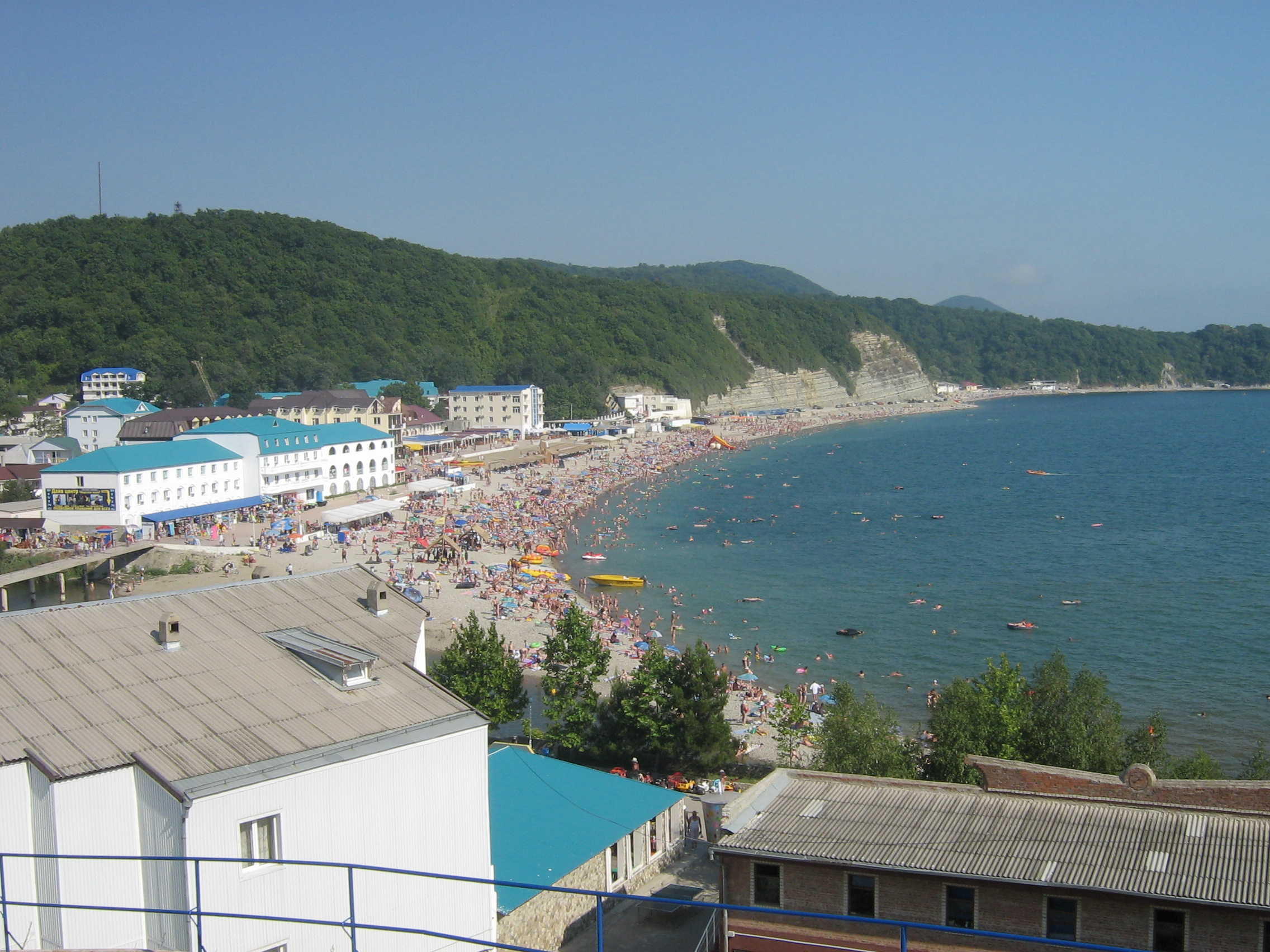
Vue d'une des plages (Novomikhaïlovka).

La ville est une station balnéaire importante et une ville touristique renommée de la mer Noire, qui bénéficie d'un climat doux en hiver, chaud en été. On peut s'y baigner de mai à octobre. Touapsé possède depuis longtemps des centres de vacances et de soins. La ville dispose d’établissements hôteliers de bonne catégorie et propose de nombreuses locations chez l'habitant.
- Musée Kisseliov, consacré au peintre du même nom (1838-1911)

## Personnalités
Sont nés à Touapsé :
- Alexey Arkhipovsky, virtuose de balalaïka, né à Touapsé le 15 mars 1967.
- Vladimir Kramnik (°1975), champion du monde d'échecs
- Natalie Glebova (°1981), Miss Univers 2005

## Jumelages
- Agen (France) depuis 1976 ; annulé en mars 2022. L'annulation a été votée à l'unanimité du conseil municipal d'Agen.

## Climat
| Mois                              | jan.  | fév.  | mars  | avril | mai  | juin | jui. | août | sep.  | oct.  | nov.  | déc.  | année   |
| --------------------------------- | ----- | ----- | ----- | ----- | ---- | ---- | ---- | ---- | ----- | ----- | ----- | ----- | ------- |
| Température minimale moyenne (°C) | 2,7   | 2,4   | 4,8   | 8,9   | 12,9 | 17   | 20   | 20   | 16    | 11,5  | 7,2   | 4,2   | 10,6    |
| Température moyenne (°C)          | 5,5   | 5,6   | 8,3   | 12,8  | 17,1 | 21,2 | 24,3 | 24,7 | 20,7  | 15,9  | 10,8  | 7,3   | 14,5    |
| Température maximale moyenne (°C) | 8,4   | 8,9   | 11,8  | 16,6  | 21,3 | 25,3 | 28,7 | 29,3 | 25,3  | 20,2  | 14,4  | 10,3  | 18,4    |
| Précipitations (mm)               | 161,1 | 120,6 | 107,8 | 92,6  | 93,4 | 88,3 | 90   | 95,6 | 121,6 | 123,8 | 158,6 | 174,7 | 1 428,1 |